# Perca flavescens
La perca gialla americana (Perca flavescens (Mitchill, 1814)) è un pesce d'acqua dolce appartenente alla famiglia Percidae, diffuso in America Settentrionale.

## Distribuzione e habitat
Questa specie è diffusa nella maggioranza del territorio del continente nordamericano, dall'Artico al bacino del Mississippi, lungo la costa atlantica.
Vive in laghi, fiumi, stagni e torrenti. Non disdegna l'acqua salmastra e i laghi salati. Solitamente frequentano acque limpide con abbondante vegetazione sommersa.

## Descrizione
Presenta un aspetto robusto ma idrodinamico e scattante. Possiede due pinne dorsali, una anteriore più grande e spinosa mentre la seconda è più piccola. Le pinne sono ampie e robuste, dai bordi arrotondati. La bocca, tipica del predatore, è larga e protrudibile.
Raggiunge una lunghezza massima di 50 cm.

## Biologia

### Riproduzione
Specie ovipara, depone decine di migliaia di uova (da 3.000 a 100.000) che abbandona nel substrato delle aree di riproduzione. Non vi sono cure parentali.

### Predatori
Questa specie è predata da numerosi altri pesci predatori (salmonidi, centrarchidi, altri percidi, lucci, bottatrici e anguille americane).

### Alimentazione

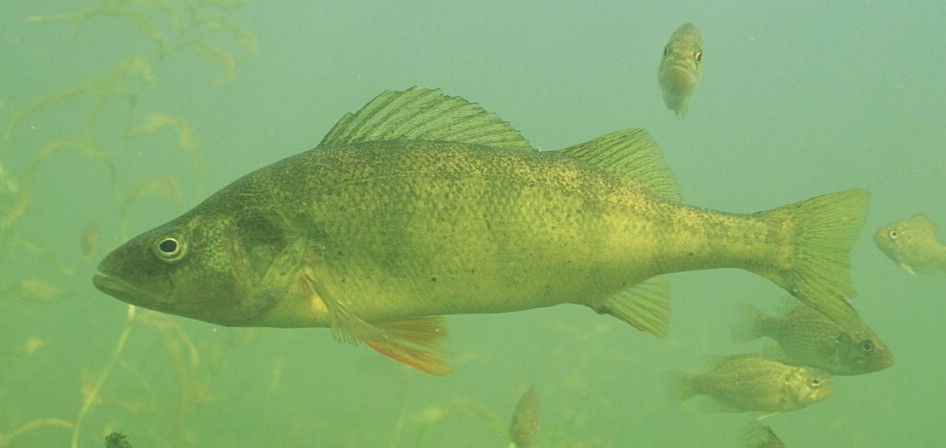
Un adulto nel suo ambiente naturale

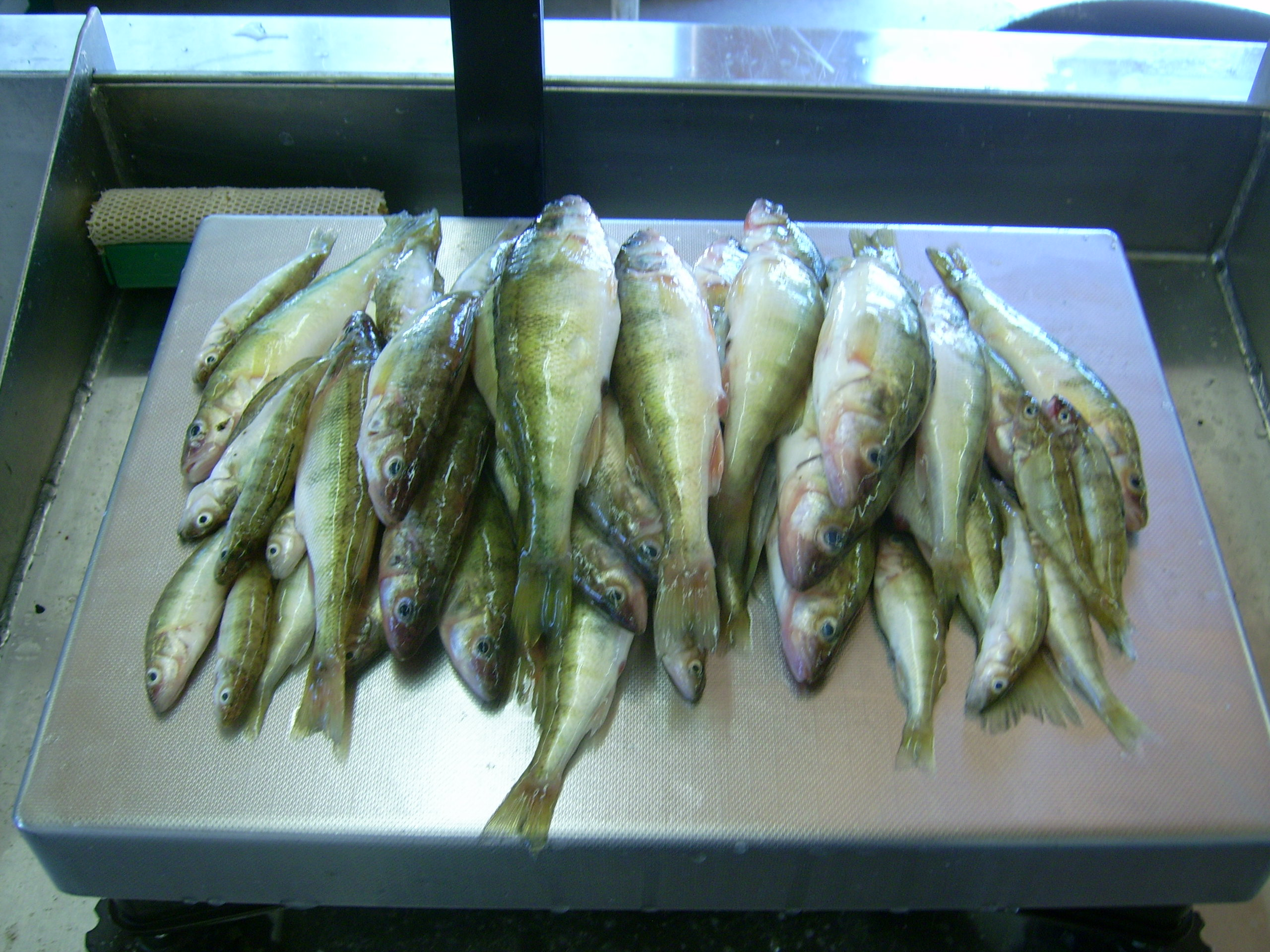
Perche pescate nel Lago Superiore, Canada

P. flavescens è un pesce predatore: si nutre di insetti, crostacei, pesci e molluschi.

## Pesca
È oggetto di pesca sportiva e commerciale per l'alimentazione umana.

## Acquariofilia
Ospitata solamente in acquari pubblici, viste le dimensioni e le richieste ambientali.